# La Visitation (del Piombo)
Pour les articles homonymes, voir La Visitation.
La Visitation est un tableau réalisé par le peintre italien Sebastiano del Piombo vers 1519. De format vertical, cette huile sur bois transposée sur toile est une peinture chrétienne qui représente la Visitation, un épisode biblique rapporté dans l'Évangile selon Luc. Elle figure Marie et Élisabeth pendant leurs salutations, la première suivie de deux femmes. Dans l'angle supérieur droit de la composition, Zacharie descend un escalier dans leur direction, en présence de serviteurs. L'œuvre a été peinte pour la reine Claude de France, l'épouse de François Ier. Elle est conservée au musée du Louvre, à Paris, en France.